# Zoophage
 (novembre 2024).
Si vous disposez d'ouvrages ou d'articles de référence ou si vous connaissez des sites web de qualité traitant du thème abordé ici, merci de compléter l'article en donnant les références utiles à sa vérifiabilité et en les liant à la section « Notes et références ».

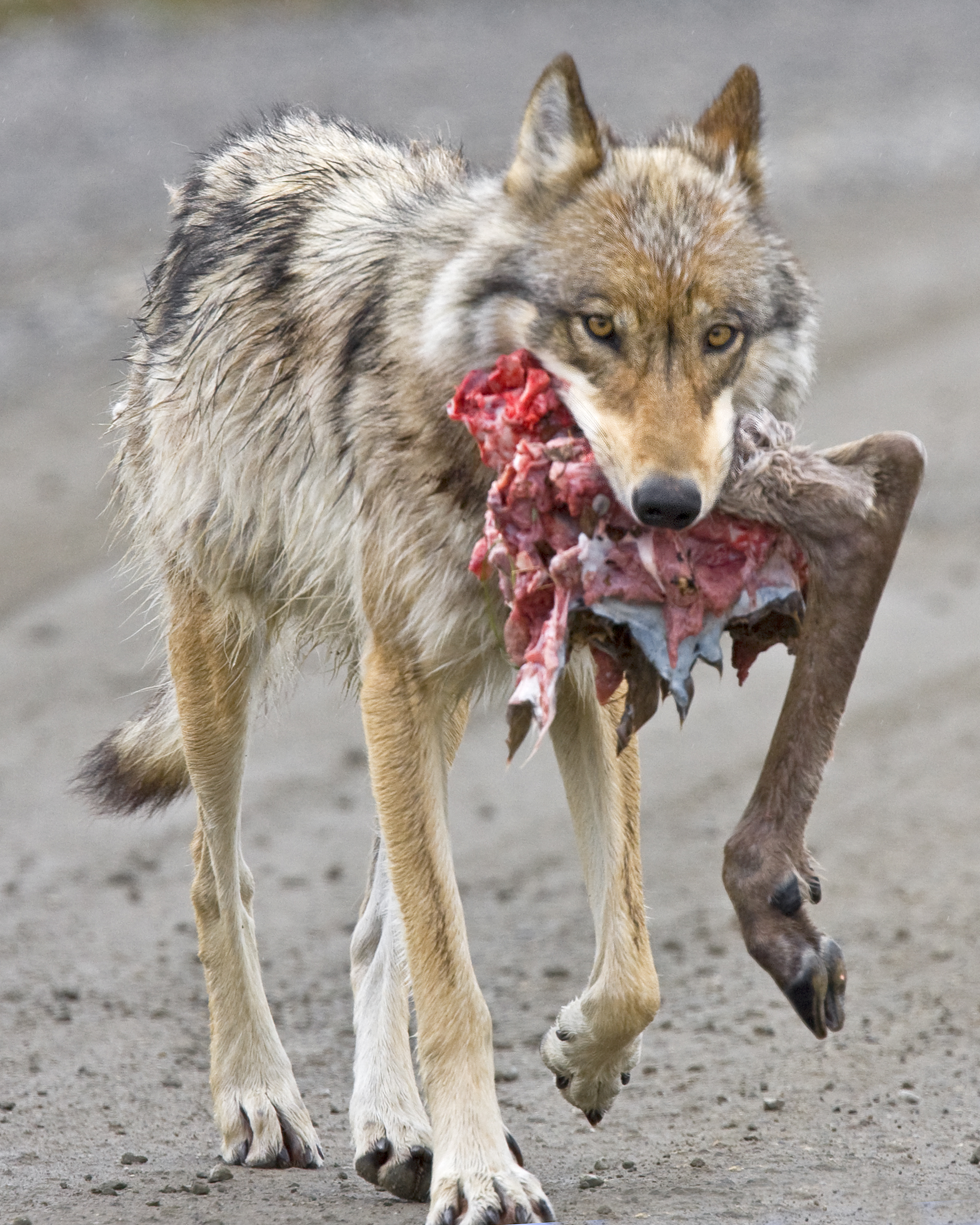
Un Loup du Canada transportant une cuisse arrière de caribou, dans le parc national et réserve du Denali en 2010.

Un zoophage est un organisme (végétal ou animal) dont le régime alimentaire est constitué d'animaux, de matières animales ou de substances d'origine animale.
Il existe différents types de zoophages :
1. les carnivores se nourrissent de viande fraîche (exemples : lion, chien, renard, loup, etc.)
2. les nécrophages se nourrissent de viande trouvée sur les cadavres d'animaux (exemple : hyène, vautour) ;
3. les hématophages se nourrissent de sang (exemples : moustique femelle, taon, tique)
4. les piscivores se nourrissent de poissons (exemples : loutre, ours, phoque)
5. les insectivores se nourrissent d'insectes ;
6. les ophiophages se nourrissent de serpents ;
7. les oophages sont des embryons qui se nourrissent des œufs non fécondés à l'intérieur de l'utérus, ou plus généralement des animaux qui se nourrissent d’œufs.

À l'inverse des herbivores, les zoophages peuvent rester plusieurs jours sans manger, et passer également plusieurs jours à manger une belle proie.
On ne peut pas faire une généralisation des organes des zoophages, comme on peut le faire avec les phytophages (exemple : intestin plus long). 
Les carnivores ou nécrophages ont des carnassières, des dents pointues et coupantes, pour déchirer la viande.
Les hématophages ont généralement un organe creux ressemblant à une trompe, pour aspirer le sang.